# Friedrich von Holstein
Pour les articles homonymes, voir Holstein (homonymie).
Ne doit pas être confondu avec Friedrich Wilhelm Hollstein.
Friedrich August Karl Ferdinand Julius von Holstein (né le 24 avril 1837 à Schwedt et décédé le 8 mai 1909 à Berlin), plus couramment appelé Fritz von Holstein est un diplomate allemand. Même s'il n'a jamais occupé de poste de premier plan, son influence sur la politique extérieure de l'Allemagne a été très importante entre 1890 et 1906. Le journaliste Maximilian Harden le qualifie ainsi d'éminence grise.

## Biographie
Friedrich von Holstein est issu d'une famille noble du Mecklembourg. Son père, August von Holstein (1800-1863) est un officier prussien et un trésorier. Sa mère Karoline, née von Brünnow (de), a déjà 45 ans lorsqu'il naît. De par ses origines, il a le droit de porter le titre de baron. Son père meurt jeune dans un accident. Friedrich étudie au lycée de Cölln à Berlin et passe son Abitur en 1853. De 1853 à 1856, il étudie le droit à l'université Frédéric-Guillaume de Berlin. Par ailleurs, il parle très bien le français et l'italien, ses capacités linguistiques s'étant développées lors de nombreux voyages en Europe.
Il travaille par la suite en tant qu'Auskultator et Gerichtsreferendar au tribunal municipal de Berlin et accumule ainsi de l'expérience professionnelle. Il change de plan de carrière en décembre 1860, lorsqu'il devient attaché pour la délégation prussienne à Saint-Pétersbourg. Il y côtoie notamment Otto von Bismarck et Kurd von Schlözer (de). Il devient par la suite secrétaire de légation à Rio de Janeiro, Londres, Washington D.C., Stuttgart, Florence et enfin à partir de 1867 à Copenhague. À cause de son goût pour les femmes, mariées notamment, il est défié plusieurs fois en duel.
En 1870, il entre dans le bureau politique de l'office des Affaires étrangères et est envoyé à Versailles en 1871. Il est responsable de la traduction des documents relatifs à la capitulation française. En novembre 1871, il devient second secrétaire de l'ambassade de Paris puis y devient conseiller de légation en mai 1872.
Il se fait remarquer lors de l'affaire entourant l'ambassadeur à Paris, Graf Harry von Arnim. Ce dernier gêne Bismarck, il veut en effet succéder à ce dernier à la chancellerie et il soutient en même temps le rétablissement de la monarchie en France. Afin de se débarrasser d'Armin, le chancelier allemand fournit à Holstein des documents compromettants. La machination est découverte, et les cercles de la noblesse de Berlin prennent parti en faveur d'Armin et jettent leur foudre sur Holstein.
En avril 1876, après la chute du comte Armin, il retourne à l'office des affaires étrangères, et devient en 1878  Wirklicher Legationsrat(conseiller de légation important), puis en 1880  Wirklicher Geheimer Legationsrat(conseiller de légation important secret), en 1883 représentant du sous-secrétaire d'État et enfin le 31 mars 1891  Wirklicher Geheimer Legationsrat avec le titre Exzellenz. De par ses rapports avec Otto von Bismarck et son fils Herbert, il occupe une position clé dans le ministère des Affaires étrangères allemand. Il essaie souvent de faire passer ses vues par l'intermédiaire d'Herbert. Il utilise son influence également dans les ressources humaines, et fait ainsi accéder son ami le comte Hatzfeldt au poste de secrétaire d'État de l'office des Affaires étrangères.
Dans les années 1880, Holstein prend ses distances avec les Bismarck. Il critique la politique pro-russe du chancelier et est en faveur d'une consolidation de la Triplice dont il veut faire une véritable alliance militaire, en y incorporant également le Royaume-Uni. Dans la continuité, il s'oppose au traité de réassurance, car celui-ci est en contradiction avec l'entente de la Méditerranée, qui est une alliance visant surtout à endiguer l'expansion russe. Holstein voit en effet dans la Russie la plus grande menace pour l'Allemagne et est même favorable à une offensive préventive contre l'empire du Tsar.
Avec le retrait d'Otto von Bismarck de son poste de chancelier et de ministre des affaires étrangères en mars 1890, accompagnée du retrait de son fils, Holstein devient une des diplomates les plus influents de l'empire allemand. Son efficacité et son expérience sont ses principaux atouts. Grâce à son amitié avec Eulenburg, lui-même très proche de l'empereur Guillaume II, il peut continuer à exercer une influence sur les décisions diplomatiques du pays.
Dans les années qui suivent Holstein démonte le système bismarckien. Ainsi début 1890, il s'oppose à la reconduction du traité de réassurance, reconduction pourtant souhaitée au départ par Guillaume II et Leo von Caprivi, le nouveau chancelier. Holstein voit dans la Grande-Bretagne l'allié idéal pour l'empire. Il travaille à ce projet de manière acharnée, en vain. Au départ la Grande-Bretagne se rapproche, mais elle ne veut pas d'une alliance. L'arrivée au pouvoir de Gladstone en juillet 1892 refroidit considérablement les relations. La Grande-Bretagne ne devient pas l'allié de l'Allemagne.
La politique coloniale allemande ne plait certes pas spécialement à Holstein, mais il n'appose pas son véto aux poussées impérialistes de l'empereur.
Avec la mise en place de l'Entente cordiale entre la France et l'Angleterre en 1904, Holstein se trouve face à un constat d'échec de sa politique. Le rapprochement de la monarchie britannique avec l'ennemi héréditaire du Reich rendant quasi impossible une future alliance entre l'Allemagne et l'Angleterre. Cela pose également des problèmes au niveau de la supériorité dans les mers, la marine anglaise étant supérieur à la marine allemande.
Holstein tente donc de semer la zizanie dans les rangs de l'Entente. La crise de Tanger lui en donne l’occasion avec la conférence d'Algésiras de 1906. Holstein et von Bülow, le chancelier de l'époque, sont d'avis que la Grande-Bretagne refusera de soutenir la politique coloniale française. Cela s'avère être une erreur d'appréciation, Londres prenant parti pour la France durant la conférence. Holstein en tire les conséquences et présente sa démission le 14 avril, en espérant vainement qu'elle serait refusée par l'empereur et le chancelier.
Friedrich von Holstein meurt en 1909, trois ans après son départ de ses fonctions. Sa dépouille est alors inhumée au cimetière des invalides à Berlin, toutefois sa tombe n'a pas été conservée.

## Appréciations de ses contemporains
Sa connaissance des traités, sa mémoire phénoménale et son expérience l'ont rendu indispensable à quatre chanceliers successifs : Bismarck, Caprivi, Hohenlohe et Bülow. Son sens de l'intrigue l'aide également à conserver son influence. Il n'est toutefois pas particulièrement apprécié : Bismarck le surnommait « l'homme aux yeux de Hyène » et Guillaume II écrit dans ses mémoires qu'il le trouvait désagréable. Ses contemporains, dont l'empereur se plaignent notamment de ses critiques ouvertes et des reproches qu'il n'hésite pas à leur faire publiquement.

## Intrigues
Le fait qu'Holstein n’ait cessé de s'opposer à Bismarck dans les années 1880 est probablement dû au fait que Bismarck aurait eu en sa possession des éléments compromettants contre lui. Il est probable qu'Holstein avait eu une liaison gênante lors de ses services à l'ambassade à Washington entre 1866 et 1867 et que Bismarck a soigneusement étouffé l'affaire à l'époque. L'aventure en question aurait eu lieu avec Alice Mason Hooper, épouse du sénateur et diplomate américain Charles Sumner. Ce dernier se sépare de son épouse un an après leur mariage, car il la suspecte d'être responsable du rappel de ses fonctions d'Holstein.
L'attaque de Maximilian Harden contre le Liebenberger Kreis (de) et le prince Philipp zu Eulenburg est sûrement fondée sur des informations provenant d'Holstein. Par la suite Harden tient Holstein pour responsable des échecs de l'Allemagne sur la scène internationale après le départ de Bismarck. 
La résidence d'Holstein se trouvait au Berlin S. W. 47, Großbeerenstraße 40. C’est depuis ce logement spartiate, éloigné de quelques mètres de la chute d'eau se trouvant dans le Viktoriapark, qu’il influençait la politique extérieure du Reich après le retrait de Bismarck.

## Postérité
Holstein reste célibataire toute sa vie. Tout comme Caprivi, il est ami d'Helene von Lebbin (de), qui tient à Berlin, dans la Wilhelmstraße principalement, un salon politique fréquenté par des diplomates. Elle hérite de son testament politique, qu'elle remet par la suite au banquier Paul von Schwabach peu avant sa propre mort. À cause de son contenu très actuel, Schwabach fait croire que le testament a été brulé lors de la Révolution pour le protéger.
Ce document a été un demi-siècle plus tard édité sous le titre Die geheimen Papiere Friedrich von Holsteins (les papiers secrets de Friedrich von Holstein).

## Divers
Son plat favori, dit Schnitzel Holstein (escalope Holstein) a été ainsi dénommé car le cuisinier du restaurant Borchardt le préparait suivant les instructions très précises d'Holstein. Un autre de ses plats favoris était les huîtres.

## Œuvre
- (de) Lebensbekenntnis in Briefen an eine Frau, Berlin, 1932
- (de) Die geheimen Papiere Friedrich von Holsteins, t. 4, Gœttingue, 1856–1963